# Spermophorides africana
Spermophorides africana är en spindelart som beskrevs av Huber 2007. Spermophorides africana ingår i släktet Spermophorides och familjen dallerspindlar.
Artens utbredningsområde är Tanzania. Inga underarter finns listade i Catalogue of Life.